# Zeus

Zeus (grč. N. Ζεύς, Zéus; G Διός, Diós) u grčkoj mitologiji vrhovni je starogrčki bog, vladar Olimpa, bog neba i grmljavine. Njegova je žena ujedno i njegova sestra Hera, ali imao je vrlo mnogo potomaka s ostalim božicama i smrtnicama. Zeusov je pandan u rimskoj mitologiji Jupiter.

## Etimologija
Zeusovo grčko ime povezano je s ie. korijenom *dey- = "svijetliti", odnosno *dyēws = "danje nebo". U nominativu je njegov oblik Ζεύς πατήρ, a u genitivu se Zeús mijenja u Διός. To možemo povezati s glavnim bogom Indoeuropljana - *dyēws ph2tēr = "božanski otac". Usp. u sanskrtu dyauš pítā. Iz istog korijena dolazi i lat. ime Zeusova pandana u rimskoj mitologiji, Jupitera: Iupiter, Iovis < stlat. Diovis, od genitiva u ie. - *dyeu-ph2tēr.

## Karakteristike
Zeus ima osobine indoeuropskog božanstva svjetlosti i neba koje "vedri i oblači", ljuti je gromovnik koji gađa munjama; dobri bog koji daje kišu. 
Njegova je sveta ptica bila zlatni orao kojeg je uvijek držao pored sebe, a često je i sam preuzimao orlovo obličje. Poput Zeusa, orao je bio simbol snage, hrabrosti i pravde.
Zeusovo najdraže drvo bio je hrast, simbol snage. Također su mu posvećivana maslinova stabla.

Epiteti:
- Olympios - označavalo je Zeusovo kraljevanje kao vrhovnog boga Olimpljana, a i na panhelenskom festivalu u Olimpiji
- Panhellenios - Zeus svih Helena, posvećen mu je poznat Eakov hram u Egini
- Xenios - zaštitnik gostoljubivosti i gostiju, spreman osvetiti se svakome tko učini nešto nažao strancu
- Horkios - čuvar zakletvi, otkriveni bi lažljivci morali napraviti Zeusov kip, najčešće u Olimpiji
- Agoraios - pazio je nad poslovima i samom agorom te kažnjavao nepoštene trgovce

## Kult
Olimpija je bila središte svih onih koji su htjeli častiti svog vrhovnog boga. Ondje su se održavale i poznate Olimpijske igre. Postojao je i Zeusov oltar napravljen od pepela, od ostataka žrtvovanih životinja.
Ovdje je bio i Zeusov kip u Olimpiji, jedno od sedam svjetskih čuda. Božanski kip od slonove kosti i ebanovine, bogato ukrašen zlatom i dragim kamenjem. Vjerovalo se da ga je napravio kipar Fidija, a Grci su smatrali nesretnim onoga tko nije vidio taj kip. Uz njega su vezane i brojne legende.

## Mitologija

### Rođenje
Kron je naučio od svojih roditelja da će ga svrgnuti njegov sin, baš kao što je on to učinio svome ocu Uranu. Progutao je svoje potomke - Demetru, Heru, Hada, Hestiju, Rejinu i njegovu djecu, da se proročanstvo ne bi ispunilo. Kad su se rodili Posejdon i Zeus, Reja je iznijela Geji plan da spasi svoju djecu. Reja je potajno rodila Zeusa na Kreti, a Kronu je dala kamen umotan u povoje (znan kao omphalos = "kamen"). Također je, prema nekim izvorima, progutao i kozu misleći da je Posejdon.
U nekim je inačicama mita na Kreti Zeusa odgojila koza Amalteja, a Kouretes, naoružani plesači vikali su i pljeskali da bi sakrili djetetov plač od Krona. U drugoj inačici mita, Zeusa je odgojila nimfa Adamanteja koja ga je sakrila objesivši ga na drvo užetom tako da je bio između zemlje, neba i mora kojima je vladao njegov otac Kron. Posljednja inačica mita govori da ga je odgojila njegova baka, Geja. Postoje još rjeđe priče da ga je odgojila nimfa Kinosura koju je, da bi joj zahvalio, Zeus postavio među zvijezde ili pak da ga je odgojila nimfa Melisa koja ga je dojila kozjim mlijekom.

### Svrgavanje Krona
Kad je narastao, Zeus je iskoristio napitak koji mu je dala Geja,te ga dao ocu Kronu i tako je Kron povratio svoje potomke u obrnutom redoslijedu - prvo kamen, zatim kozu, a potom ostale potomke. Kamen je stavljen u pokrajinu Piton, nazvanu po istoimenom čudovištu. U drugoj je inačici mita Metida dala Kronu sredstvo za izazivanje povraćanja da bi ispljunuo svoje potomke. Treća inačica govori da je Zeus rasjekao njegov trbuh.
Nakon što ih je oslobodio, Zeus je u ratu, tzv. Titanomahiji zajedno s Titanima, Gigantima, Hekatonhirima, Kiklopima i svojom braćom i sestrama svrgnuo svoga oca. Nakon toga je zatvorio Titane u Tartar, sve osim Atlanta, Epimeteja, Metidu, Okeana i Prometeja. Geja je potom rodila čudovište Tifona kojim bi se osvetila za zatvorene Titane, ali Zeus je ipak pobijedio.
Na posljetku su pobijedili nakon desetljeća ratovanja te su se olimpski bogovi dogovorili i izvlačeći slamke raspodijelili vlast - Zeus je lukavstvom dobio nebo i zemlju, Posejdon more, a Had podzemni svijet.

### Zeus i Hera
Zeusova je žena bila njegova sestra Hera. Zeus i Hera stalno su se sukobljavali. Uvrijeđena njegovim prijevarama, ona ga je često ponižavala na sitne spletkarske načine. Iako joj je Zeus povjeravao svoje tajne, a katkad prihvaćao njezine savjete, on joj nikada nije potpuno vjerovao, a ona je dobro znala da je u stanju da se i na nju baci munjom ako bi ga uvrijedila preko izvjesne granice.
S Herom je imao Aresa, Hefesta, Ilitiju i Hebu, ali neke inačice mita donose da je Hera tu djecu rodila sama, uglavnom zato što je bila ljubomorna jer je Zeus sam na svijet donio Atenu.

### Izvanbračne veze
| Majka     | Djeca |
| Ananka    | 1. Mojre (Srde) 1. Atropa 2. Klota 3. Laheza |
| Demetra   | 1. Perzefona |
| Diona     | 1. Afrodita |
| Eja       | 1. Ersa |
| Leta      | 1. Apolon 2. Artemida |
| Maja      | 1. Hermes |
| Metida    | 1. Atena |
| Mnemozina | 1. Muze (izvorne tri) 1. Aoida 2. Meleta 3. Mnema 2. Muze (novijih devet) 1. Kaliopa 2. Klio 3. Erato 4. Euterpa 5. Melpomena 6. Polihimnija 7. Terpsihora 8. Talija 9. Uranija |
| Selena    | 1. Ersa 2. Nemeja 3. Pandija |
| Talasa    | Afrodita |
| Temida    | 1. Astreja 2. Dika 3. Hore |

| Majka           | Djeca                                            |
| Egina           | Eak                                              |
| Alkmena         | Heraklo                                          |
| Antiopa         | 1. Amfion 2. Zet                                 |
| Kalisto         | Arkad                                            |
| Karma           | Britomart                                        |
| Danaja          | Perzej                                           |
| Elara           | 1. Titija                                        |
| Elektra         | 1. Dardan 2. Jasion                              |
| Europa          | 1. Minos 2. Radamant 3. Sarpedon                 |
| Eurinoma        | Harite(Gracije) 1. Agleja 2. Eufrozina 3. Talija |
| Himalija        | 1. Kronios 2. Spartaios 3. Kytos                 |
| Jodama          | Teba                                             |
| Ija             | Epaf                                             |
| Lamija          | ???                                              |
| Laodamija       | Sarpedon                                         |
| Leda            | 1. Kastor i Polideuk 2. Helena Trojanska         |
| Mera            | Lokrus                                           |
| Nioba           | 1. Arg 2. Pelazg                                 |
| Olimpija        | Aleksandar Veliki                                |
| Pluta           | Tantal                                           |
| Podarga         | 1. Balije 2. Ksant                               |
| Pira            | Helen                                            |
| Semela          | Dioniz                                           |
| Tajgeta         | Lakedemon                                        |
| Talija          | Palici                                           |
| Nepoznata majka | Lite                                             |
| Nepoznata majka | Tiha                                             |
| Nepoznata majka | Ata                                              |

Poznate su i brojne alegorije o Zeusovoj seksualnoj naravi i njegovim djelima. Kad mu je majka Reja, predvidjevši kakve će sve nezgode izazvati njegova pohlepna priroda, zabranila da se ženi, on joj je ljutito zaprijetio da će je silovati. Ona se na to smjesta pretvorila u otrovnu zmiju, ali Zeusa ni to nije obeshrabrilo nego se i on pretvorio u mužjaka te je, savivši se oko nje u nerazrješiv čvor, ostvario svoju prijetnju.
Zeus se upuštao u brojne afere, ali često se bojao Herinih reakcija te svojim izabranicama dolazio u raznim obličjima. Europi je došao u obličju bika, Ledi kao labud, Kalisti je došao u obličju Apolona/Artemide, Danaji, Perzejovoj majci, stigao je u obličju zlatne kiše.
Upuštao se u veze i s muškarcima, a najpoznatiji je mit o Ganimedu kojeg je u obličju orla doveo na Olimp da mu postane ljubavnikom i vinotočom.
Unatoč brojnim slabostima karakterističnima za posve običnog čovjeka, Grci su ovog vrhovnog boga posvuda obožavali, posebno u Dodoni i Olimpiji. Od svih potomaka najdraži mu je bio Heraklo kojeg je posmrtno uzvisio na Olimp kao božanstvo.

### Svrgavanje Zeusa
Zeusov je otac Kron svrgnuo svoga oca Urana, a to se isto trebalo dogoditi i samome Zeusu. Eshil u svome Okovanom Prometeju donosi da je Prometej znao koja će Zeusova žena nositi dijete koje će ga svrgnuti, ali nije htio to reći. To je bio još jedan razlog njegova kažnjavanja, stoga ga je Zeus okovao za stijenu gdje mu je orao, Zeusov simbol, kljucao jetru koja bi, jer je bio Titan, svakoga dana bila obnovljena.

Ija: Pa zar je Zeusu ikad pasti s prijestola?

Prometej: S veseljem, mislim, gledala bi zgodu tu!

Ija: A kako ne bih, kad od Zeusa trpim zla?

Prometej: Ta da je tako, prosto li je eto znat.

Ija: A tko će njemu žezlo otet kraljevsko?

Prometej: Sam sebi -- taštog srca svoga snovima.

Ija: A kako? Kaži, ako nema štete ti!

Prometej: Pirovat pir će, s kog će jednom kajat se.

Ija: S bićem božjim, ljudskim? Kaži, smiješ li?

Prometej: Što pitaš, s kakvim? To se kazat ne smije.

Ija: A hoće li ga žena svrgnut s pnjestola?

Prometej: Jest! Sina boljeg, no je otac, rodit će.

Ija: A nema li mu lijeka od te kobi zle?

Prometej: Ne, - ako ovih ne riješim se okova!

## Vanjske poveznice
- Zeus u klasičnoj literaturi i umjetnosti (engl.)
- Zeus u grčkoj mitologiji (engl.)